# Yokohama
För andra betydelser, se Yokohama (olika betydelser).
Yokohama (横浜市 Yokohama-shi?) är residensstad i Kanagawa prefektur på ön Honshu i Japan. Staden har 3,7 miljoner invånare och är därmed Japans näst största stad. Yokohama ligger vid Tokyobuktens västra strand och är en av landets viktigaste hamnstäder. Den är en del av Stortokyo och bildar tillsammans med Kawasaki i norr centrum för Keihin, Japans viktigaste industriregion. I staden finns stora stålverk, oljeraffinaderier, varv och bilindustrier och omfattande tillverkning av verktygsmaskiner, elektroniska produkter och konstfibrer. Yokohama har vidare flera universitet och en rad fackhögskolor. Stadens hamn är Japans största importhamn.
I Yokohama fanns ett svenskt konsulat 1897-1998.[källa behövs]

## Historia
När Japan, strax före meijirestaurationen och andra shogunatets fall, i slutet av 1800-talet öppnade sig mot omvärlden efter två sekel av isolationism, växte Yokohama snabbt från ett litet fiskarsamhälle till Japans fönster mot omvärlden. Staden blev en samlingspunkt för utlänningar och utländska företag och innovationer. Här byggdes landets första järnväg på 1870-talet, landets första kraftverk på 1880-talet, och så vidare.

## Administrativ indelning
Yokohama blev 1956 en av de första signifikanta städerna med speciell status (seirei shitei toshi).  och delas som sådan in i ku, administrativa stadsdelar. Yokohama består av femton sådana stadsdelar.

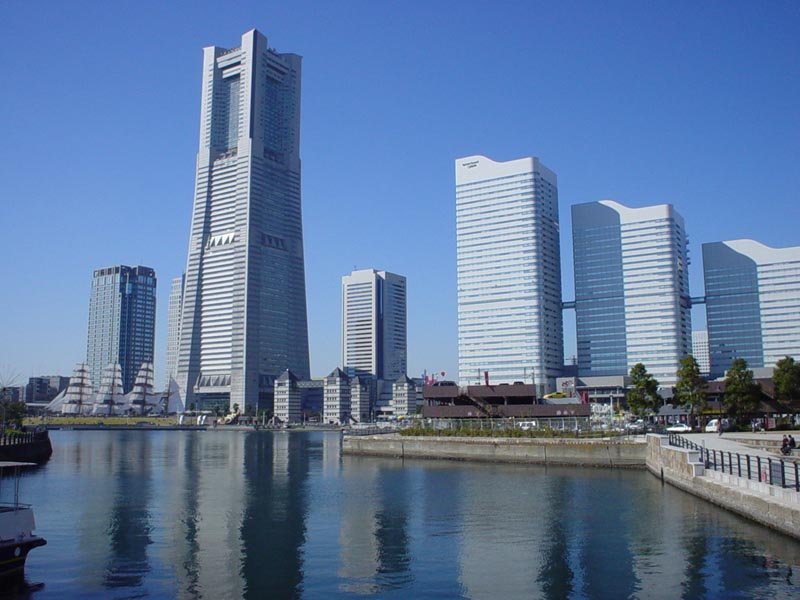
Japans högsta skyskrapa när den byggdes, Yokohama Landmark Tower (296 m), omgiven av andra höga skyskrapor.

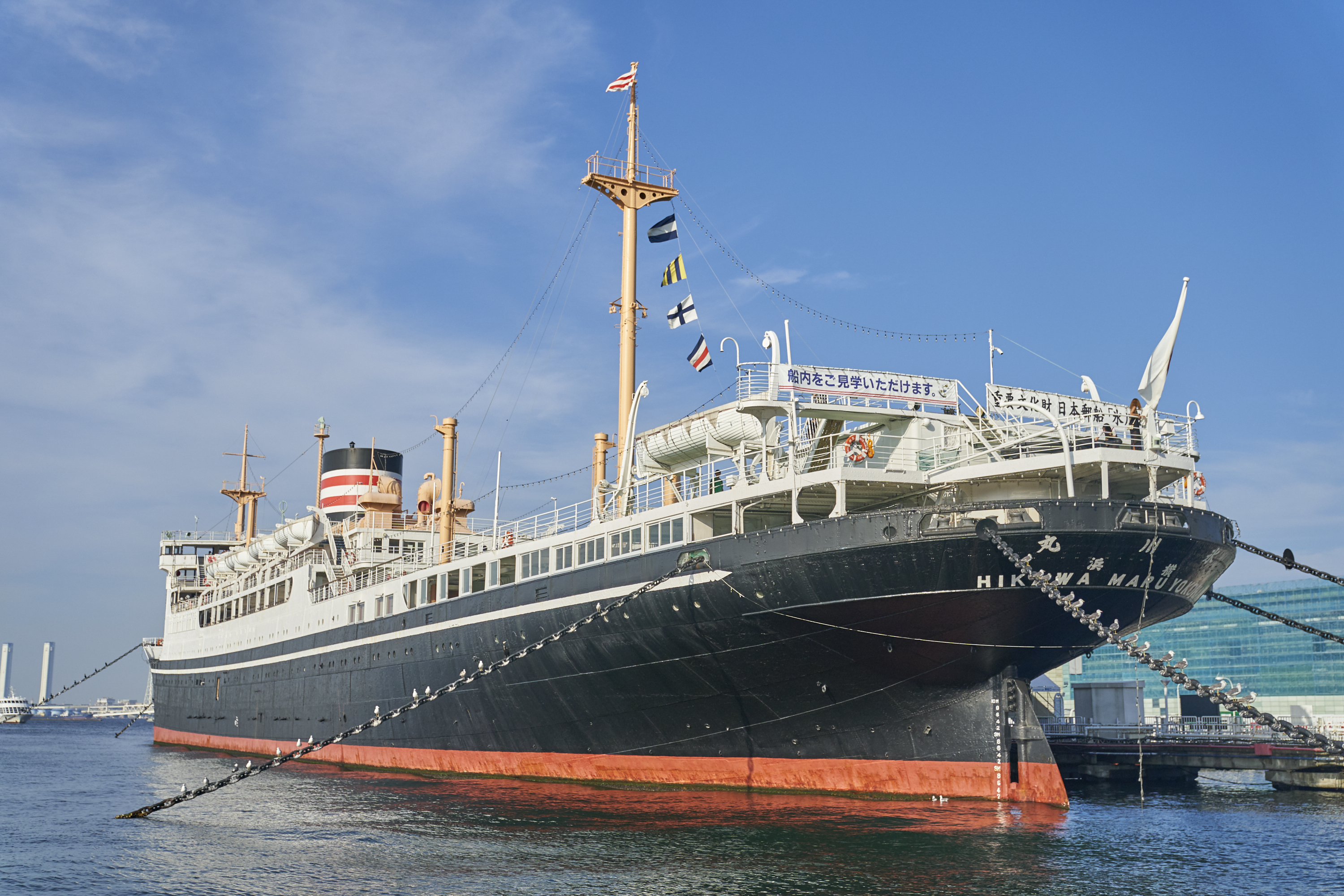
Skeppsmuseum Hikawa Maru

|             |            | Invånare 1 oktober 2015 | Area (km²) |
| ----------- | ---------- | ----------------------- | ---------- |
| Aoba-ku     | 青葉区     | 309 859                 | 35,22      |
| Asahi-ku    | 旭区       | 247 234                 | 32,73      |
| Hodogaya-ku | 保土ヶ谷区 | 205 560                 | 21,93      |
| Isogo-ku    | 磯子区     | 166 263                 | 19,05      |
| Izumi-ku    | 泉区       | 154 038                 | 23,58      |
| Kanagawa-ku | 神奈川区   | 239 109                 | 23,73      |
| Kanazawa-ku | 金沢区     | 202 300                 | 30,96      |
| Kōhoku-ku   | 港北区     | 344 261                 | 31,40      |
| Kōnan-ku    | 港南区     | 215 775                 | 19,90      |
| Midori-ku   | 緑区       | 180 426                 | 25,51      |
| Minami-ku   | 南区       | 194 927                 | 12,65      |
| Naka-ku     | 中区       | 148 356                 | 21,20      |
| Nishi-ku    | 西区       | 98 554                  | 7,03       |
| Sakae-ku    | 栄区       | 122 227                 | 18,52      |
| Seya-ku     | 瀬谷区     | 124 626                 | 17,17      |
| Totsuka-ku  | 戸塚区     | 275 349                 | 35,79      |
| Tsurumi-ku  | 鶴見区     | 285 404                 | 33,23      |
| Tsuzuki-ku  | 都筑区     | 211 899                 | 27,87      |

## Sport
Yokohama finns representerat med två klubbar i den japanska proffsligan i fotboll J. League, Yokohama F.Marinos och Yokohama FC.
Yokohama Baystars spelar i Central League i professionell baseboll.

## Kommunikationer

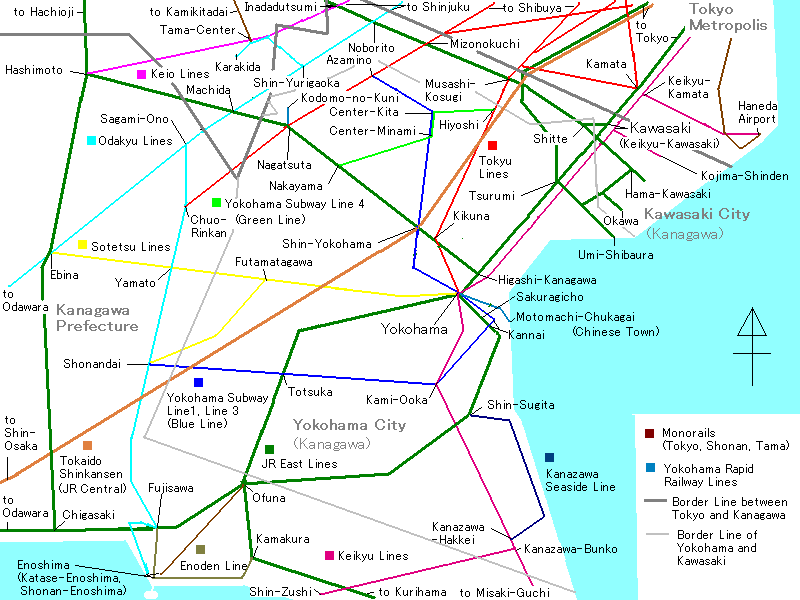
Karta över Yokohamas tunnelbana med omgivande järnvägslinjer.

Yokohama station är en viktig knutpunkt för järnvägslinjer som Tokaidolinjen, Keikyulinjen och Toyokolinjen, och Blå linjen i Yokohamas tunnelbana. Tokaido Shinkansen stannar dock inte vid Yokohama station men gör uppehåll vid station Shin-Yokohama i Kōhoku-ku.